# Иоанн (Михэлцан)
Епи́скоп Иоа́нн (рум. Episcop Ioan, в миру Йоан Михэлцан, рум. Ioan Mihălțan; 27 сентября 1927, Охаба, жудец Алба, Румыния — 17 марта 2008, Охаба, жудец Алба, Румыния) — епископ Румынской православной церкви, епископ Орадский, Бихорский и Сэлажский, преподаватель, миссионер, теолог. В церковных изданиях «Ortodoxia», «Studii Teologice», «Mitropolia Banatului» и других были опубликованы его многочисленные статьи догматического и пастырско-миссионерского содержания.

## Биография
Родился 27 сентября 1927 в многодетной крестьянской семье Василия и Анны Михэлцан. Через всю жизнь он пронёс глубокую любовь и привязанность к родным местам.
В 1939—1947 годы учился в греко-католическом лицее им. Василия Великого в городе Блаж (из более чем тысячи выпускников православными были около 200). В 1947 году поступил в православный Богословский институт в городе Сибиу.
17 декабря 1950 года в домовой церкви института митрополитом Трансильванским Николаем (Бэланом) рукоположён в сан диакона в состоянии целибата. 28 января 1951 года тем же архиереем рукоположён в сан иерея.
В 1951 году окончил Богословский институт в Сибиу, защитив дипломную работу, посвящённую разбору толкований святителя Иоанна Златоуста на послания апостола Павла, написанную под руководством профессора Богословского института священника Теодора Бодогае.
В том же году принял приход в родном селе и оставался настоятелем этого храма до 1990 года. Ежедневно служил литургию, проводил катехизацию детей и молодёжи вопреки преследованиям и запретам коммунистических властей.
Одновременно с исполнением обязанностей настоятеля сотрудничал с Богословским институтом в Сибиу: в 1970—1971 годы был духовником, в 1978—1987 годы преподавал, в 1987—1990 годы читал лекции на миссионерском и экуменическом отделении Богословского института в Сибиу.
В 1973—1976 годы, не оставляя служения на приходе в селе Охаба, обучался на докторантских курсах со специализацией по догматическому богословию и миссионерству в Богословском институте в Бухаресте.
В 1977—1979 годы, продолжая свои докторантские исследования, учился в Экуменическом институте Боссе в Швейцарии и факультете протестантского богословского университета в Страсбуре во Франции. Вернувшись в страну, в 1979 году был назначен преподавателем по дисциплине «миссионерское руководство и экуменизм» в Университетском богословском институте в Сибиу.
В 1984 году в Богословском институте Бухареста защитил докторскую диссертацию «Священство Христа Спасителя и Церковное священство», написанную под научным руководством профессора-протоиерея Думитру Стэнилоаэ, ведущего румынского православного богослова того времени.
28 января 1990 года выбран викарный епископом Орадской епископии с титулом «Кришанский». После этого пострижен в монашество в Монастыре Брынковяну в Сымбэта-де-Сус и возведён в сан архимандрита. 4 февраля 1990 года состоялась его епископская хиротония.
После кончины 10 июля 1992 года епископа Орадского Василия (Комана) Священный Синод 24 сентября принял решение поставить Иоанна епископом Орадским, и 25 октября того же года состоялась его интронизация.
В течение 15 лет епископ Орадский Иоанн много служил, активно развивал в епархии пастырско-миссионерскую и культурно-просветительскую деятельность. Приступил к строительству кафедрального собора. Открыл новые и возобновил старые монастыри: святого Креста близ города Орадя, апостолов Петра и Павла в Стына-де-Вале, Стрымба, скит Хута, учредил новые приходы и благочиния. Рукоположил более 200 священников. Большое внимание он уделял подготовке учащихся на богословском факультете в городе Орадя и в духовных семинариях в Залэу и Беюше.
За научные труды удостоен почётного звания doctor honoris causa университета в Ораде.
1 января 2007 года ушёл на покой по болезни. Скончался 17 марта 2008 года в родном селе Охаба и похоронен там же.

## Публикации
статьи
- Temeiurile teologice ale iubirii creştine // Studii Teologice. 1973. — № 7/8. — P. 555—567
- Dialogul teologic, dialogul slujirii, dialogul dragostei în ecumenismul contemporan // Ortodoxia. 1975. — № 3. — P. 445—458
- Aspectul dinamic al mântuirii în Ortodoxie // Ortodoxia. 1975. — № 4. — P. 642—651
- Catehism creştin ortodox // Cartea de rugăciuni. — Sibiu, 1984. — P. 185—226
- Metode şi mijloace pastorale pentru întărirea credincioşilor în dreapta credinţă // Mitropolia Banatului. 1983. — № 9/10. — P. 591—605
- Preoţia Mântuitorului Hristos şi preoţia bisericească, teză de doctorat // Mitropolia Ardealului, an. XXlI, 1984. — № 11—12. — P. 779−925
- Comuniunea în cultul Bisericii Ortodoxe // Ortodoxia. 1985. — № 1. — P. 187—201
- Necesitatea cunoaşterii temeinice a Sfintei Scripturi pentru teologi // Mitropolia Moldovei şi Sucevei. Anul LXI (1985). — № 10-12 (oct.-dec.). — P. 715—724
- Restaurarea chipului lui Dumnezeu în om prin Taina Sfântului Botez // Mitropolia Banatului. 1985. — № 11/12. — P. 724—735
- Aspecte misionare privind cultul icoanelor // Mitropolia Moldovei şi Sucevei. 1987. — № 5. — P. 92-101
  - Aspecte misionare privind cultul icoanelor // Învățătura despre Sfintele Icoane reflectată în teologia ortodoxă românească, vol. II, Ed. Basilica, București, 2017. — P. 152—163.
- Tradiţie. Scriptură. Biserică // Ortodoxia. 1988. — № 4. — P. 9-73

книги
- De vorbă cu credincioşii. — Oradea, 1993
- Îndrumări pentru îndreptarea şi maturizarea duhovnicească a persoanei. — Oradea, 1994. — 230 p.
- Seminţe din ţarină cuminţeniei creştine. Oradea, 1993—1995. 3 vol.; Experienţe pastorale. — Oradea, 1995
- Idei din Sf. Evanghelii pentru predicile duminicilor şi sărbătorilor de peşte an. Oradea, 1999.